# چولات
چولات (به لاتین: Chulat) یک منطقهٔ مسکونی در روسیه است که در داغستان واقع شده‌است.